# Arotes flaviscutatus
Arotes flaviscutatus är en stekelart som beskrevs av Wang och Huang 1993. Arotes flaviscutatus ingår i släktet Arotes och familjen brokparasitsteklar. Inga underarter finns listade.